# پاراندزم کنونیانتس
پاراندزم میرزاجانی کنونیانتس (ریزل) (ارمنی: Փառանձեմ (Փառո) Միրզաջանի Կնունյանց (Ռիզել)؛ زادهٔ ۲۹ ژوئیهٔ ۱۸۸۵ - درگذشته ۳۰ نوامبر ۱۹۸۰) یک انقلابی، نویسنده و سیاستمدار اهل ارمنستان بود . وی بین سال‌های ۱۹۵۴ تا - میلادی فعالیت می‌کرد.

## زندگی‌نامه
وی در ۲۹ ژوئیه ۱۸۸۵ در شوشی به دنیا آمد و از دوره‌های بستوژف فارغ‌التحصیل گشت.  همچنین برندهٔ جوایزی همچون نشان پرچم سرخ کار و نشان لنین شده است. وی در ۳۰ نوامبر ۱۹۸۰ در سن ۹۵ سالگی در مسکو درگذشت و در گورستان کونتسفو به خاک سپرده شد